# Dasyatis americana
Dasyatis americana е вид хрущялна риба от семейство Dasyatidae.

## Разпространение
Видът е разпространен в Антигуа и Барбуда, Барбадос, Бахамски острови, Белиз, Бермудски острови, Бразилия, Венецуела, Гватемала, Гвиана, Гренада, Доминика, Доминиканска република, Колумбия, Коста Рика, Куба, Мексико, Никарагуа, Панама, САЩ (Вашингтон, Вирджиния, Делауеър, Джорджия, Мериленд, Ню Джърси, Северна Каролина, Флорида и Южна Каролина), Сейнт Винсент и Гренадини, Сейнт Китс и Невис, Сейнт Лусия, Суринам, Тринидад и Тобаго, Френска Гвиана, Хаити, Хондурас и Ямайка.